# Liste der Beinamen Odins
Die Liste der Beinamen Odins enthält die Namen, die in der Edda und anderen Sagen und Dichtungen für den germanischen Hauptgott verwendet werden.
Die weitaus meisten Kenninge für Odin (etwa 3/4) stammen aus der Grímnismál, einige aus der Hávamál und Völuspá und einige aus der wohl späteren Gylfaginning aus Snorris Prosa-Edda, neben wenigen Nennungen von Beinamen in weiteren Edda-Quellen.

## Eddische Beinamen
| Name                | Bedeutung                                                                           | Fundstelle                                                                   | Anmerkung |
| ------------------- | ----------------------------------------------------------------------------------- | ---------------------------------------------------------------------------- | --- |
| Alföðr              | Allvater                                                                            | Gylfaginning 14; Völuspá 1                                                   | |
| Atriðr              | Angreifer                                                                           | Grímnismál 48                                                                | |
| Báleygr             | der mit den flammenden Augen                                                        | Grímnismál 47                                                                | |
| Bileygr             | der schlecht Sehende                                                                | Grímnismál 47                                                                | |
| Biflindi            | der mit dem bemalten Schild                                                         | Grímnismál 49                                                                | |
| Bifliði             | der die Heere zittern macht                                                         | Gylfaginning 2                                                               | |
| Bölverkr            | der Übelstifter                                                                     | Grímnismál 47                                                                | |
| Brúni, Brúnn        | Brauner, der Braune                                                                 | Óðins nǫfn (6)                                                               | |
| Farmatýr            | Gott der Last                                                                       | Grímnismál 48                                                                | interpretiert als Gott der Lasten (Warenhandel), entspricht es der Gleichsetzung Odins mit Mercurius in der Interpretatio Romana |
| Fimbulþulr          | mächtiger, gewaltiger Redner/mächtiger Weiser                                       | Hávamál 80 und 142                                                           | |
| Fimbultýr           | gewaltiger Gott                                                                     | Völuspá 60                                                                   | „fimbul“ = gewaltig, „tyr“= Gott; der Einzelname Tyr konnte als Gattungsname jeden beliebigen Gott bezeichnen                    |
| Fjölnir             | der viel Wissende                                                                   | Grímnismál 47; Reginsmál 18; Gylfaginning 2 und 19                           | |
| Fjölsviðr           | der sehr Weise                                                                      | Grímnismál 47                                                                | |
| Gangleri            | der vom Gehen Müde                                                                  | Grímnismál 46                                                                | |
| Gagnráðr            | der Entgegen-Rater                                                                  | Vafþrúðnismál 8 ff.                                                          | |
| Gautatýr            | Göten-Gott                                                                          | Hákonarmál 1                                                                 | |
| Gautr               | Götländer                                                                           | Grímnismál 54                                                                | |
| Glapsviðr           | der geübte Verführer                                                                | Grímnismál 47                                                                | |
| Grímnir             | der Maskierte                                                                       | Grímnismál 47, 49                                                            | bezieht sich auf seine Verkleidung in der Grímnismál                                                                             |
| Grímr               | siehe oben                                                                          | Grímnismál 46 f.                                                             | |
| Göndlir             | der Zauberer                                                                        | Grímnismál 49                                                                | |
| Hangatýr (Hangagud) | Hänge-Gott                                                                          | Reflexion auf Hávamál 138, und bei den Skalden                               | bezieht sich auf sein Selbstopfer in Odins Runenlied.                                                                            |
| Hár                 | der Hohe                                                                            | Hávamál 109, 111, 164                                                        | |
| Hárbarðr            | Graubart                                                                            | Grímnismál 49                                                                | von hárr = grauhaarig |
| Hárr                | der Graue                                                                           | Grímnismál 46                                                                | könnte auch der Große, der Ruhmreiche bedeuten                                                                                   |
| Herblindi           | der das feindliche Heer Blendende                                                   | Grímnismál 46                                                                | „nicht Helblindi“ |
| Herföðr             | Heervater                                                                           | Völuspá 29 und 43; Grímnismál 19, 25, 26; Vafþrúðnismál 2; Hyndlulióð 2      | häufiger Herjaföðr |
| Herjann             | Führer des wütenden Heeres bzw. Heerführer                                          | Völuspá 30; Grímnismál 46; Guðrúnarkviða 19                                  | |
| Herteitr            | der Heer-Frohe                                                                      | Grímnismál 47                                                                | |
| Hjálmberi           | Helmträger                                                                          | Grímnismál 46; Odin mit dem Goldhelm: Gylfaginning 51; Skáldskaparmál 17     | |
| Hjarrandi           | von hjarri, was bewegen, springen, aufhängen bedeuten kann                          | Ragnarsdrápa 11                                                              | |
| Hnikarr             | Aufhetzer                                                                           | Grímnismál 47; Reginsmál 18 und 19                                           | |
| Hnikuðr             | siehe oben                                                                          | Grímnismál 48                                                                | |
| Hrafnaguð           | Rabengott                                                                           | nur Gylfaginning 37                                                          | |
| Hroptatýr           | evtl. von altnordisch hróp, was Verleumdung, Gerücht, Ruf, Schrei bedeutet          | Grímnismál 54; Hávamál 160                                                   | |
| Jafnhárr            | der ebenso Hohe                                                                     | Grímnismál 48                                                                | |
| Jalkr               | Wallach                                                                             | Grímnismál 49 und 54                                                         | |
| Kjalarr             | Schlittenfahrer                                                                     | Grímnismál 49                                                                | |
| Miðvitnis           | Konjunktion der Wörter mið (Mitte, mit) und viti (Verstand, Wissen) = der Mitwisser | laut Grímnismál 50 ein Name Odins, nicht eines Riesen                        | |
| Ófnir               | der Aufhetzer ? von ófa was Streitbarkeit ? bedeutet                                | Grímnismál 54                                                                | |
| Ómi                 | der Lärmer                                                                          | Grímnismál 49                                                                | |
| Óskí                | der Wunscherfüller                                                                  | Grímnismál 49                                                                | |
| Saðr                | der Wahre                                                                           | Grímnismál 47                                                                | |
| Sanngetall          | der die Wahrheit Erratende                                                          | Grímnismál 47                                                                | |
| Síðskeggr           | Langbart                                                                            | Grímnismál 47                                                                | |
| Sidgrani            | der mit langem Schnauzbart                                                          | Alvíssmál                                                                    | |
| Síðhöttr            | Langhut                                                                             | Grímnismál 47                                                                | |
| Sígtýr              | Kampf- oder Sieggott (Pl. von sigtívar)                                             | Grímnismál 45; Völuspá 44 und 49                                             | |
| Sigvaðir            | Kampfvater oder wahrscheinlicher Siegvater                                          | Völuspá 55; Lokasenna 58                                                     | |
| Sigföðr             | siehe oben                                                                          | Grímnismál 48                                                                | |
| Skilfingr           | der auf einem Berg oder Felsen Wohnende                                             | Grímnismál 54                                                                | |
| Sváfnir             | der in den Schlaf (Tod?) versetzt                                                   | Grímnismál 54                                                                | |
| Sviðrir             | von sviða (Speer) möglicherweise Speergott                                          | Grímnismál 50; Gylfaginning 2 und 19                                         | sviða kann auch erhitzen oder sieden bedeuten, was wiederum auf eine schamanische Praxis hindeuten könnte                        |
| Sviðr oder Sviðurr  | siehe oben                                                                          | Grímnismál 50                                                                | |
| Svipall             | veränderlich                                                                        | Grímnismál 47                                                                | bezieht sich auf seine Vielgestalt, bzw. auch auf die häufig wechselnden Namen                                                   |
| Þekkr               | der Beliebte                                                                        | Grímnismál 46                                                                | |
| Þriði               | der Dritte                                                                          | Grímnismál 46; Gylfaginning                                                  | Odin zusammen mit Hárr und Jafnhárr als Göttertrias                                                                              |
| Þror                | Angreifer, eher aber der Gedeihliche                                                | Grímnismál 49                                                                | |
| Þuðr                | der Mächtige?                                                                       | Grímnismál 21, 46, 54                                                        | Bedeutung nicht gesichert |
| Þundr               | siehe oben                                                                          |                                                                              | |
| Uðr                 | der Gönner                                                                          | Grímnismál 46                                                                | |
| Vakr                | der Tüchtige                                                                        | Grímnismál 54                                                                | |
| Valföðr             | Vater der Erschlagenen = Walvater                                                   | Grímnismál 48; Völuspá 1                                                     | |
| Váfuðr              | Wind                                                                                | Grímnismál 54                                                                | |
| Yggr oder Yggir     | der Schreckliche                                                                    | Hávamál 3; Grímnismál 53 und 54; Vafþrúðnismál 5; Hymiskviða 2; Fáfnismál 43 | |

## Zusätzliche Namen in denKenningar
| Name             | Bedeutung                                       |
| ---------------- | ----------------------------------------------- |
| Dresvarpr        | ?                                               |
| Ennibrattr       | schroffe Stirn                                  |
| Fjallgeiguðr     | ? Fjall bedeutet Fels/Berg, oder auch Fell/Haut |
| Gapþrosnir       | ?                                               |
| Geiguðr          | am Galgen Baumelnder                            |
| Gollnir          | wie Gollor                                      |
| Gollor           | der Goldene, der Glänzende                      |
| Hleifruðr        | ?                                               |
| Hléfreyr         | Herr des Schutzes                               |
| Hrami            | Reißer                                          |
| Hrjóðr           | Vernichter                                      |
| Hvatmóðr         | der zur Aufhetzung strebt                       |
| Jolfuðr          | Bär                                             |
| Lọndungr         | ?                                               |
| Rọgnir           | der Zänker, der Streiter                        |
| Sigðir           | Schwert/Sense; Schwertträger oder Sensenmann    |
| Skollvaldr       | mächtiger Sonnenwolf                            |
| Viðrimnir        | der weit Umzäunte                               |
| Yjungr, Yggjungr | Nachkomme des Gottes Yggr, König oder Fürst     |

## Namen des Wilden Jägers oder anderer ähnlicher Gestalten
Des Weiteren existieren in vielen späten Volkssagen verschiedene Namen für Odin/Wotan oder die mit Sicherheit auf ihn zurückgehenden Sagengestalten wie den Wilden Jäger oder den Schimmelreiter, die meist regionalen Umfang haben. Diese sind aber nur bedingt als Beinamen zu bezeichnen, da sie sich nicht mit letztendlicher Sicherheit auf Odin/Wotan beziehen, sondern auch auf andere Persönlichkeiten oder Sagengestalten wie etwa Dietrich von Bern.
| Name           | Herkunft                            | Region       | Deutung |
| -------------- | ----------------------------------- | ------------ | ------- |
| Wilder Jäger   | überregional                        | überregional |         |
| Schimmelreiter | überregional                        | überregional |         |
| Godan          | Langobardensage von Paulus Diaconus | Ostgermanen  |         |
| Hollojäger     | Marbach, Neckar                     | Alemannen    |         |
| Postmichel     | Esslingen, Neckar                   | Alemannen    |         |

## Mundartliche Namen in den germanischen Dialekten
Aufgrund der häufigen Belege des Namens gibt es außerdem eine Vielzahl von Aussprech- und Schreibvarianten, die keine Beinamen im eigentlichen Sinn darstellen, aber (sachlich nicht ganz richtig) so gedeutet werden können. Sie sind sowohl sprachgeschichtlich als auch für die direkte Zuordnung der Namen bedeutsam. Je nach Dialekt entfällt das „W“ vor dem Namen oder kann durch ein „M“ oder „G“ ersetzt werden.